# 1999 AL
1999 AL är en asteroid i huvudbältet som upptäcktes den 6 januari 1999 av den kroatiska astronomen Korado Korlević vid Višnjan-observatoriet.
Asteroiden har en diameter på ungefär 12 kilometer.